# Diccionario Cultural Boliviano
El Diccionario Cultural Boliviano es un blog de consulta creado por el periodista e investigador boliviano Elías Blanco Mamani. Actualmente, este diccionario digital agrupa más de 2250 biografías sobre "forjadores de la cultura boliviana".

## Creación y recepción

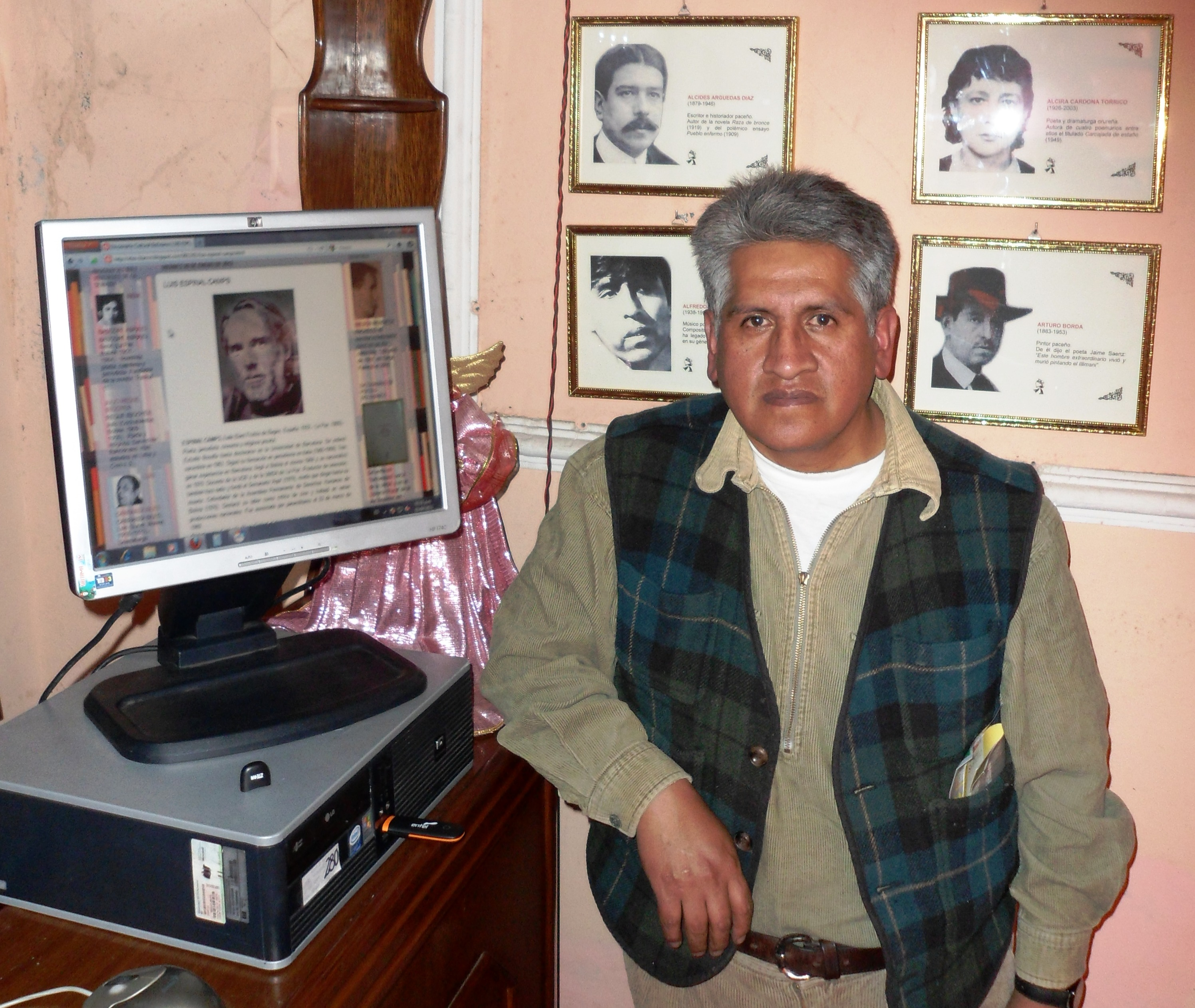
Elías Blanco, creador del Diccionario Cultural Boliviano

La idea del Diccionario Cultural Boliviano nació en 1997, año en que Elías Blanco comenzó a publicar una serie de artículos biográficos sobre personajes de la cultura boliviana en periódicos y revistas nacionales. Inicialmente, estos trabajos fueron agrupados en varios libros, entre los que destacan Enciclopedia Gesta de Autores de la Literatura Boliviana (2005), Diccionario de Poetas Bolivianos (2011) y Diccionario de Novelistas Bolivianos (2012). Posteriormente, el año 2007, Blanco comenzó a concentrar toda esta información en la web, reuniéndola en su blog llamado Diccionario Cultural Boliviano. Como indica el mismo blog, el diccionario es un servicio del Museo del Aparapita, un espacio cultural regentado por el mismo Blanco, que se dedica a difundir la literatura, la fotografía, el teatro, la música y el periodismo cultural.   
El año 2012, el Diccionario Cultural Boliviano era visitado unas 600 veces por día, habiendo acumulado un número de visitas que superaba las 115 mil consultas. Dos años después, el blog registraba un promedio de 1500 visitas diarias. Para el 2016, la página web indica haber sido consultada más de un millón y medio de veces.